# NHL 1960/1961
Sezóna 1960/1961 byla 44. sezonou NHL. Vítězem Stanley Cupu se stal tým Chicago Black Hawks.

## Konečná tabulka základní části
| Tým                 | Z  | V  | P  | R  | B  | VG  | IG  |
| ------------------- | -- | -- | -- | -- | -- | --- | --- |
| Montreal Canadiens  | 70 | 41 | 19 | 10 | 92 | 254 | 188 |
| Toronto Maple Leafs | 70 | 39 | 19 | 12 | 90 | 234 | 176 |
| Chicago Black Hawks | 70 | 29 | 24 | 17 | 75 | 198 | 180 |
| Detroit Red Wings   | 70 | 25 | 29 | 16 | 66 | 195 | 215 |
| New York Rangers    | 70 | 22 | 38 | 10 | 54 | 204 | 248 |
| Boston Bruins       | 70 | 15 | 42 | 13 | 43 | 176 | 254 |

## Play off
|  | Semifinále | Semifinále          | Semifinále |  |  | Finále Stanley Cupu | Finále Stanley Cupu | Finále Stanley Cupu |
|  |            |                     |            |  |  |                     |                     |                     |
|  | 1          | Montreal Canadiens  | 2          |  |  |                     |                     |                     |
|  | 3          | Chicago Black Hawks | 4          |  |  |                     |                     |                     |
|  |            |                     |            |  |  | 3                   | Chicago Black Hawks | 4                   |
|  |            |                     |            |  |  | 4                   | Detroit Red Wings   | 2                   |
|  | 2          | Toronto Maple Leafs | 1          |  |  |                     |                     |                     |
|  | 4          | Detroit Red Wings   | 4          |  |  |                     |                     |                     |

## Ocenění
| Prince of Wales Trophy:       | Montreal Canadiens                   |
| Art Ross Trophy:              | Bernie Geoffrion, Montreal Canadiens |
| Calder Memorial Trophy:       | Dave Keon, Toronto Maple Leafs       |
| Hart Memorial Trophy:         | Bernie Geoffrion, Montreal Canadiens |
| James Norris Memorial Trophy: | Doug Harvey, Montreal Canadiens      |
| Lady Byng Memorial Trophy:    | Red Kelly, Toronto Maple Leafs       |
| Vezina Trophy:                | Johnny Bower, Toronto Maple Leafs    |